# Artan Cuku
Artan Cuku (Lurë, 14 gennaio 1975 – Tirana, 8 aprile 2017) è stato un poliziotto albanese.

## Biografia
Nacque nel quartiere Lurë e vjetër di Lurë, nell'allora Repubblica Popolare Socialista d'Albania, il 14 gennaio 1975 come quarto figlio di Sulejman e Nurije Cuku. Compiuti gli studi primari a Lurë e quelli secondari a Peshkopi, lavorò come professore presso la scuola secondaria Nikoll Kaçorri di Lurë tra il 1994 e il 1996. Nel 1997 si iscrisse all'Accademia della Polizia di Stato, diplomandosi nel 2000 come specialista senior di polizia. Proseguì gli studi laureandosi in giurisprudenza, sostenendo inoltre l'abilitazione forense all'esercizio della professione di avvocato, che tuttavia non svolse mai.
Arruolatosi nella Polizia di Stato dopo il diploma, fu assegnato alla sezione investigativa del distretto di Malësi e Madhe, venendo poi trasferito nel 2002 come capo della sezione investigativa di Scutari e poi di Durazzo fino ad un ulteriore trasferimento nel 2004 a Tropojë, dove fu direttore della locale stazione di polizia.

### Omicidio e successive indagini
L'8 aprile 2017 intorno alle 20:00 fu ucciso a colpi di pistola nel palazzo in cui abitava a Tirana in rruga e Kosovarëve da Mikel Shallari su commissione di Bledar Jambelli e Kristaq Leçi; Cuku era stato infatti direttore della stazione di polizia di Valona nel periodo in cui Jambelli fu arrestato per l'omicidio di Amarildo Delaj, venendo poi sospettato dell'omicidio di Shpëtim Muka ed Ervis Shehu del 2006; Jambelli, nonostante le accuse, fu poi prosciolto nel 2014 e ricevette un risarcimento pari a circa 500000 lekë.
Dopo l'arresto di Shallari il 10 giugno successivo, quest'ultimo ha accettato di collaborare con la procura e ha confessato di esser stato l'esecutore materiale dell'omicidio, rivelando i nomi dei due mandanti. Jambelli è stato poi arrestato nel 2018 in Grecia per altri reati, sebbene la Corte suprema ellenica si sia rifiutata di consentirne l'estradizione, mentre Leçi è rimasto latitante. Il Tribunale di Tirana ha condannato Shallari a 10 anni di reclusione mentre Jambelli e Leçi sono stati condannati in contumacia all'ergastolo.

### Memoria
Il 9 aprile 2017 la Polizia di Stato ha organizzato la camera ardente nella direzione della polizia di Tirana e Cuku è stato poi sepolto presso il cimitero dei martiri della nazione d'Albania.

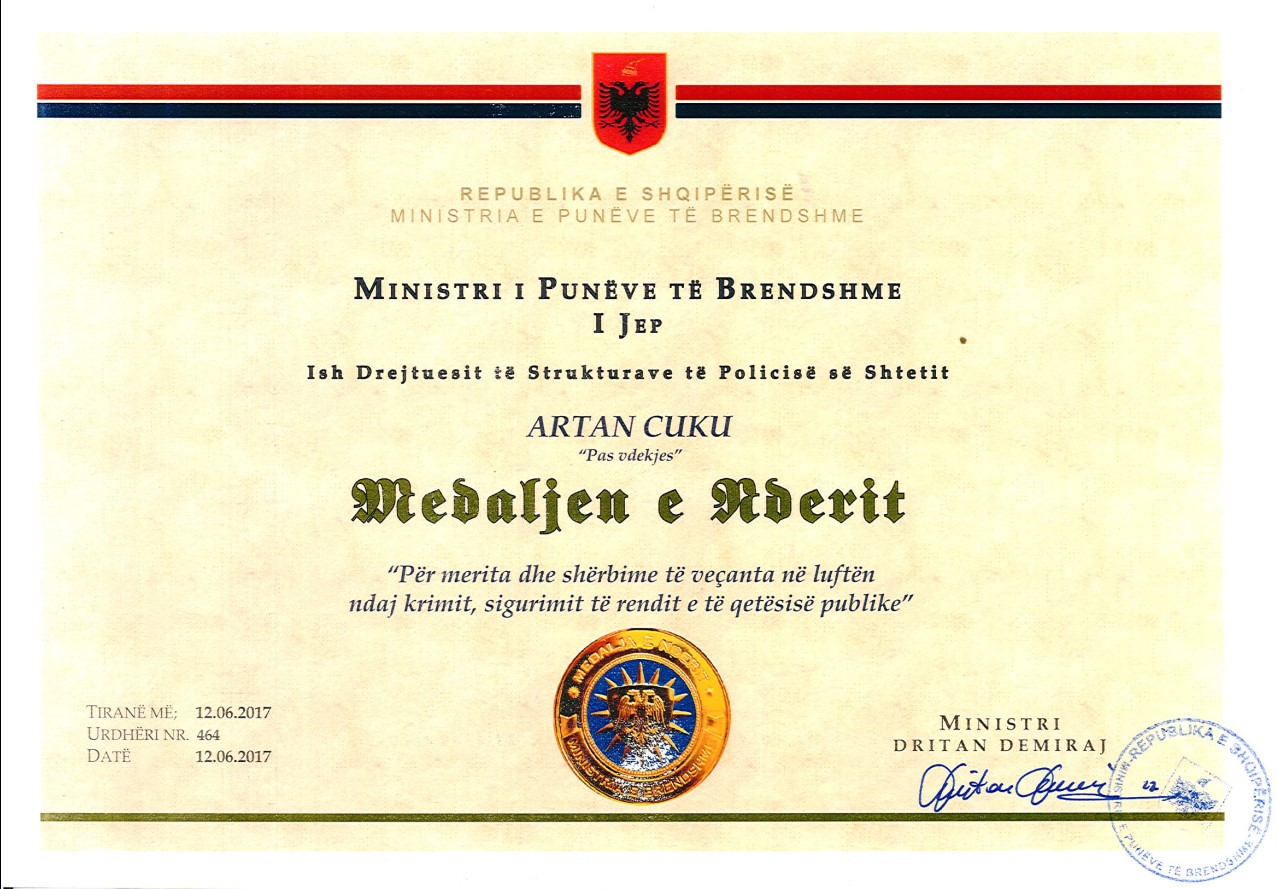
Certificato della Medaglia d'onore del Ministero dell'interno.

Per commemorarlo è stato insignito della cittadinanza onoraria di Dibër e della prefettura di Dibër oltre che della città di Kamëz, che gli ha dedicato inoltre una strada e il palazzo della cultura.

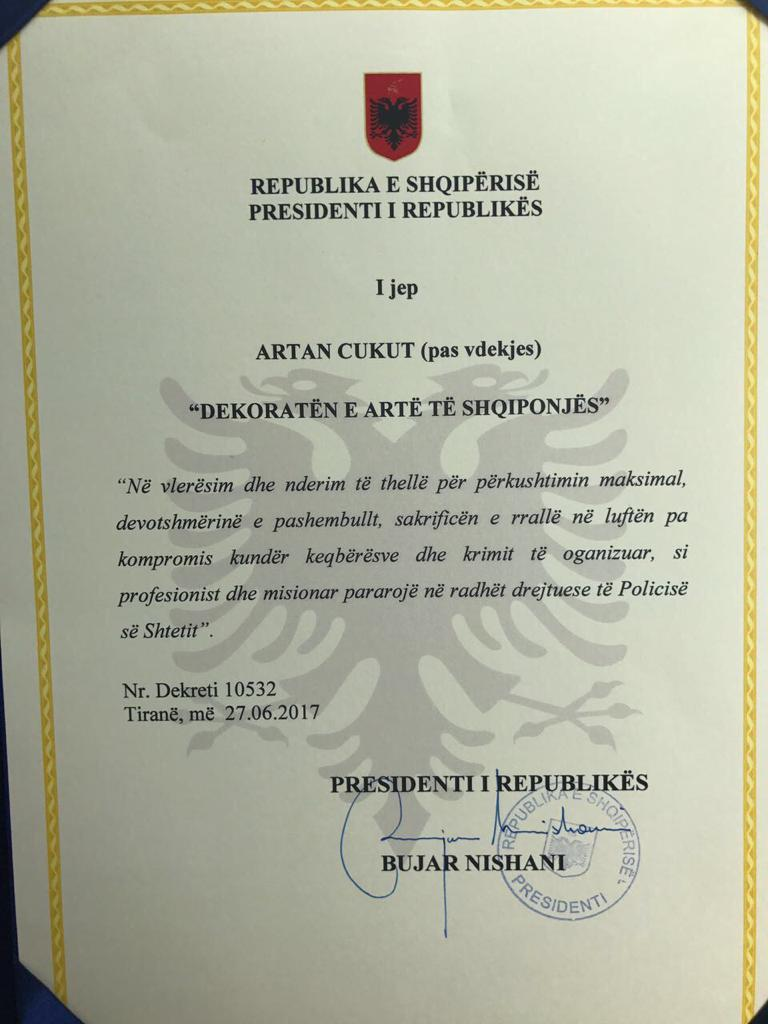
Certificato della decorazione Aquila d'oro, assegnata dal Presidente della Repubblica Bujar Nishani il 27 giugno 2017.

Ha inoltre ricevuto il titolo di Martire della patria nel 2019 oltre che la Medaglia d'onore del Ministero dell'interno e la decorazione Aquila d'oro da parte del Presidente della Repubblica Bujar Nishani nel 2017.